# 고이노역
고이노역(일본어: ごいのえき / 五位野駅)은 일본 가고시마현 가고시마시에 위치한 규슈 여객철도 소속 철도역이며, 이부스키마쿠라자키 선의 정차역이다. 주변에 가고시마 시 히라카와 동물원이 있으며, 같은 동물원에서 사육되고 있는 코알라가 이 역의 마스코트가 되고 있다. 일부의 열차는 이 역에서 되돌아온다.

## 역 구조
상대식 승강장 2면 2선을 가지는 지상역이자 무인역이다. 골든 위크등의 다객기에는 가고시마 시 히라카와 동물원의 액세스를 전망해, 임시로 사원이 파견된다. 자동 매표기가 설치되어 있다.

## 역 주변
- 가고시마 시 히라카와 동물원
- 긴코 만 공원

## 인접 역
| 이부스키마쿠라자키 선         | 이부스키마쿠라자키 선    | 이부스키마쿠라자키 선    |
| ----------------------------- | ------------------------ | ------------------------ |
| 사카노우에 가고시마 중앙 방면 | ■ 쾌속 "나노하나" ■ 보통 | 히라카와 마쿠라자키 방면 |